# Platanus gentryi
Platanus gentryi är en platanväxtart som beskrevs av Nixon & J.M.Poole. Platanus gentryi ingår i släktet plataner, och familjen platanväxter. Inga underarter finns listade i Catalogue of Life.